# Піта королівська
Піта королівська (Pitta superba) — вид горобцеподібних птахів родини пітових (Pittidae).

## Поширення
Ендемік острова Манус (острови Адміралтейства, Папуа Нова Гвінея). Мешкає в первинних і вторинних тропічних лісах і бамбукових лісах до 200 м над рівнем моря.

## Опис
Дрібний птах, завдовжки до 22 см. У нього міцне тіло з короткими крилами та хвостами, міцними ногами, видовженими головою та дзьобом. Оперення чорного кольору на голові, спині, грудях, боках, хвості та крилах. Махові та криючі крил яскраво-сині, але первинні махові зеленого кольору. Живіт та підхвістя червоного кольору. Дзьоб чорнуватий, ноги тілесно-сірого кольору, а очі карі.

## Спосіб життя
Харчується равликами, хробаками, комахами та іншими безхребетними, яких знаходить на землі в густому підліску.